# 549873 Portsevskii
549873 Portsevskii este o planetă minoră (asteroid) din centura de asteroizi. A fost descoperită pe 26 octombrie 2011 la  de . 
Obiectul prezintă o orbită caracterizată de o semiaxă mare de 2,6402879247112 UAi, o excentricitate de 0,16631799005482, o înclinație de 13,603605631362 ° în raport cu ecliptica.